# Wybory parlamentarne w Australii w 2025 roku

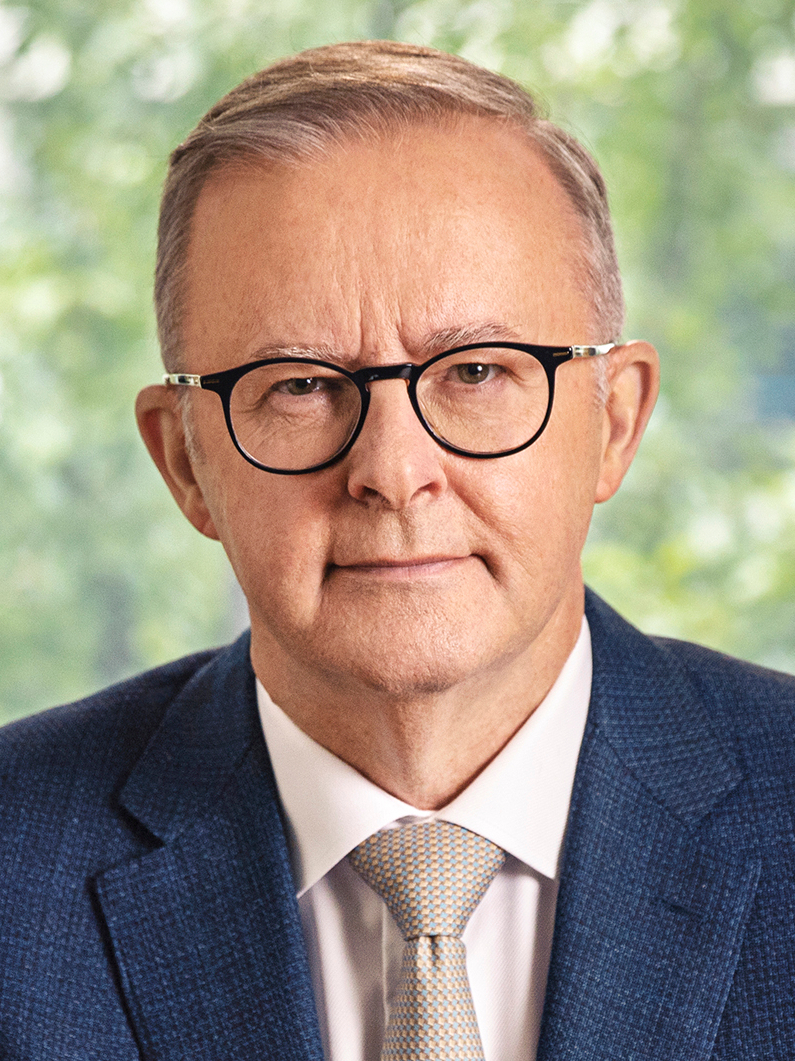
Anthony Albanese, premier oraz lider Australijskiej Partii Pracy

Wybory parlamentarne w Australii w 2025 roku odbyły się 3 maja. W ich wyniku zostało wyłonionych, na 3 letnie kadencje, 150 deputowanych do Izby Reprezentantów oraz 40 z 76 senatorów. Wybory zwyciężyła rządząca od 2022 roku partia Pracy pod przewodnictwem premiera Anthonego Albanese.

## Wyniki wyborów (Izba Reprezentantów)
W wyniku wyborów obsadzony zostało wszystkich 150 miejsc w Izbie Reprezentantów.
| Komitet wyborczy            | Głosy (%) | Głosy (liczba) | Mandaty (liczba) |
| --------------------------- | --------- | -------------- | ---------------- |
| Australijska Partia Pracy   | 34,56     | 5 354 138      | 94               |
| Koalicja Liberalno-Narodowa | 31,82     | 4 929 402      | 43               |
| Zieloni                     | 12,20     | 1 889 977      | 1                |
| Niezależni i inni           | 12,15     | 1 882 143      | 12               |

## Wyniki wyborów (Senat)
W wyniku wyborów obsadzonych zostało 40 z 76 wszystkich miejsc w Senacie.
| Komitet wyborczy            | Głosy (%) | Głosy (liczba) | Uzyskane mandaty (liczba) | Suma posiadanych mandatów (liczba) |
| --------------------------- | --------- | -------------- | ------------------------- | ---------------------------------- |
| Australijska Partia Pracy   | 35,11     | 5 573 028      | 16                        | 29                                 |
| Koalicja Liberalno-Narodowa | 29,89     | 4 744 580      | 13                        | 27                                 |
| Zieloni                     | 11,72     | 1 859 974      | 6                         | 10                                 |
| Jeden Naród                 | 5,67      | 899 296        | 3                         | 4                                  |
| Niezależni i inni           | -         | -              | 3                         | 6                                  |